# Summer Cem
Summer Cem (* 11. April 1983; bürgerlich Cem Toraman) ist ein deutscher Rapper türkischer Abstammung aus Mönchengladbach. Bekannt wurde er vor allem durch häufige Zusammenarbeiten mit Eko Fresh und KC Rebell.

## Biografie
Summer Cem, dessen Eltern aus Malatya in der Türkei kommen, wuchs im Mönchengladbacher Stadtteil Rheydt auf. Eko Fresh nahm Summer Cem mit nach Berlin, um ihn Kool Savas vorzustellen. Dieser war von dessen Stil so angetan, dass er mit ihm den Song Anti Garanti mit Eko Fresh, Caput, Ercandize und G-Style für die Single zu Ich bin jung und brauche das Geld aufnahm. Es folgten diverse Features, beispielsweise auf Eko Freshs Debütalbum Ich bin jung und brauche das Geld, L.O.V.E. von Valezka und Eko Fresh, dem Studioalbum Hart(z) IV von Eko Fresh sowie dem Sampler German Dream Allstars.
Im Jahre 2004 nahm er gemeinsam mit Raptile, Xzibit und Eko Fresh die Anti-Garanti-Version Make Y'All Bounce für die gleichnamige Single auf, welche allerdings nur auf der deutschen Veröffentlichung erschien. Im selben Jahr erschien das sowohl deutsch- als auch türkischsprachige Album Dünya Dönüyor – die Welt dreht sich von Eko Fresh und Azra, auf dem Summer Cem ebenfalls mit Features vertreten war. 2005 war er außerdem mit Nicht mehr normal (zusammen mit Eko Fresh, Capkekz, Manuellsen & Ramsi Aliani) auf dem Sampler Bravo Black Hits Vol. 13 zu finden. Summer Cem war auf dem Anfang Dezember 2006 erschienenen Ersguterjunge-Labelsampler Vendetta mit dem Solotrack Schicht im Schacht sowie mit Bushido auf Ich pack dich am Schopf vertreten. Auch auf dem dritten Ersguterjunge-Sampler Alles Gute kommt von unten, der im Dezember 2007 erschien, war Summer Cem mit einem Solotrack sowie weiteren Zusammenarbeiten vertreten. Im März 2010 wurde bekannt, dass Summer Cem in Mönchengladbach ein eigenes Café eröffnete. Am 19. November 2010 veröffentlichte Summer Cem sein Debütalbum Feierabend über German Dream. Auf dem Album waren Gastbeiträge von Farid Bang, Capkekz, Kollegah, Zemine, Eko Fresh, Fard und RAF Camora enthalten. Das Album erreichte Platz 85 der deutschen Album-Charts.
2012 hat Summer Cem das Album Sucuk & Champagner veröffentlicht, welches sofort auf Platz 10 der deutschen Album-Charts landete. Nachdem er Anfang November 2013 sein Album Babas, Barbies & Bargeld veröffentlichte, ließ er zwei Wochen später den Titel des Albums in Babas, Doowayst & Bargeld umändern, wahrscheinlich damit Assoziationen mit der Markenpuppe Barbie auszuschließen sind und sich keine rechtlichen Probleme entwickeln. Außerdem war Summer Cem 2014 auf Farid Bangs Album Killa, auf KC Rebells Album Rebellution und auf Majoes Album Breiter als der Türsteher vertreten. Seit 2014 steht Summer Cem bei Farid Bangs Plattenlabel Banger Musik unter Vertrag, wo auch im November desselben Jahres sein viertes Album HAK veröffentlicht wurde. Dieses stieg auf Platz 4 in den Charts ein. Sein fünftes Album Cemesis ging in der ersten Verkaufswoche auf Platz 1 der Albumcharts.
Am 16. Juni 2017 erschien das Kollaboalbum Maximum mit KC Rebell, das Platz 1 der deutschen Charts erreichte.
Die Gründung seines eigenen Labels OG Scrpngang GmbH wurde am 25. Juni 2021 bekannt gegeben. Vermutlich wurde diese Art der Schreibweise gewählt, um einen Rechtsstreit mit den Scorpions zu vermeiden. In Videos und Musik wird das Label trotzdem als Scorpion Gang beworben. Summer Cem kündigte dennoch an, weiterhin als Solokünstler bei Banger Musik unter Vertrag zu stehen. Teil des Labels sind die Rapper Billa Joe, Melez und Kozikoza sowie die Produzenten Ghana Beats, geenaro und Vøgue. Am 15. Oktober 2021 erschien der erste Label-Sampler Scorpion to Society. Im Jahr 2021 war er Teilnehmer des Formats Celebrity Hunted des Streaminganbieters Amazon Prime.

## Diskografie
Studioalben

| Jahr | Titel Musiklabel                                                  | Höchstplatzierung, Gesamtwochen, AuszeichnungChartplatzierungen (Jahr, Titel, Musiklabel, Platzierungen, Wochen, Auszeichnungen, Anmerkungen) | Höchstplatzierung, Gesamtwochen, AuszeichnungChartplatzierungen (Jahr, Titel, Musiklabel, Platzierungen, Wochen, Auszeichnungen, Anmerkungen) | Höchstplatzierung, Gesamtwochen, AuszeichnungChartplatzierungen (Jahr, Titel, Musiklabel, Platzierungen, Wochen, Auszeichnungen, Anmerkungen) | Anmerkungen                             |
| Jahr | Titel Musiklabel                                                  | DE | AT | CH | Anmerkungen                             |
| ---- | ----------------------------------------------------------------- | --- | --- | --- | --------------------------------------- |
| 2010 | Feierabend German Dream Evangelium/7Days Music/Sony Music         | DE85 (1 Wo.)DE | — | — | Erstveröffentlichung: 19. November 2010 |
| 2012 | Sucuk & Champagner German Dream Evangelium/7Days Music/Sony Music | DE10 (2 Wo.)DE | AT25 (1 Wo.)AT | CH26 (2 Wo.)CH | Erstveröffentlichung: 25. Mai 2012      |
| 2013 | Babas, Doowayst & Bargeld 7Days Music/Sony Music                  | DE5 (2 Wo.)DE | AT32 (1 Wo.)AT | CH26 (2 Wo.)CH | Erstveröffentlichung: 8. November 2013  |
| 2014 | HAK Banger Musik/Groove Attack                                    | DE4 (3 Wo.)DE | AT7 (1 Wo.)AT | CH8 (3 Wo.)CH | Erstveröffentlichung: 14. November 2014 |
| 2016 | Cemesis Banger Musik/WM Germany                                   | DE1 (4 Wo.)DE | AT4 (3 Wo.)AT | CH4 (2 Wo.)CH | Erstveröffentlichung: 22. Januar 2016   |
| 2018 | Endstufe Banger Musik/WM Germany                                  | DE1 (22 Wo.)DE | AT4 (17 Wo.)AT | CH1 (9 Wo.)CH | Erstveröffentlichung: 27. Juli 2018     |
| 2019 | Nur noch nice Banger Musik/WM Germany                             | DE2 (37 Wo.)DE | AT4 (32 Wo.)AT | CH6 (15 Wo.)CH | Erstveröffentlichung: 8. November 2019  |
| 2024 | Siki Jackson Banger Musik/WM Germany                              | DE5 (3 Wo.)DE | AT23 (1 Wo.)AT | CH7 (2 Wo.)CH | Erstveröffentlichung: 12. April 2024    |